# Iñigo Córdoba
Iñigo Córdoba Querejeta (ur. 13 marca 1997 w Bilbao) – hiszpański piłkarz występujący na pozycji pomocnika w baskijskim klubie Athletic Bilbao.